# Bom Jesus do Monte
Bom Jesus do Monte (portugalski za „Dobri Isus od Monte”) je svetište u civilnoj župi (freguesia) Nogueiró e Tenões, odmah izvan grada Brage u Portugalu. Ovo mjesto hodočašća je znamenito po svom monumentalnom baroknom stubištu koje se uspinje 116 m. God. 2019. Svetište Bom Jesus do Monte upisano je na UNESCO-ov popis mjesta svjetske baštine u Europi jer „ilustrira europsku tradiciju stvaranja Sacri Monti („svetih planina”), koju je promovirala katolička crkva na Tridentskom saboru u 16. stoljeću kao reakciju na protestantsku reformaciju”.

## Povijest
Mnogi vrhovi brežuljaka u Portugalu i drugim dijelovima Europe bila su mjesta vjerske pobožnosti još od antičkih vremena, a moguće je da je brdo Bom Jesus bilo na obroncima planine Espinho, s pogledom na grad Bragu, jedno od njih. Međutim, prve naznake kapele na brdu datiraju iz 1373. god. Ova kapela, posvećena Svetom križu, obnovljena je u 15. i 16. stoljeću. Godine 1629. sagrađena je hodočasnička crkva posvećena „Dobrom Isusu” (Bom Jesus), sa šest kapelica posvećenih Kristovoj muci.
Današnje svetište započelo se graditi 1722. godine, pod pokroviteljstvom nadbiskupa Brage Rodriga de Moura Tellesa. Njegov grb vidi se nad ulazom, na početku stubišta. Pod njegovim vodstvom dovršen je prvi red stubišta, s kapelama posvećenim Križnom putu (Via Crucis). Svaka je kapela ukrašena terakota skulpturama s prikazom Muke Kristove. Nadbiskup je sponzorirao i sljedeći segment stubišta koji ima cik-cak oblik, a posvećen je pet osjeta. Svaki osjet (vid, miris, sluh, dodir, okus) predstavljen je drugačijom fontanom. Na kraju tog stubišta oko 1725. izgrađena je barokna crkva arhitekta Manuela Pinta Vilalobosa.
Radovi na prvim kapelama, stubištima i crkvi nastavili su se u 18. stoljeću. Na području iza crkve (Terreiro dos Evangelistas) sagrađene su tri osmerokutne kapele 1760-ih s kipovima koji prikazuju prizore nakon raspeća, kao što je susret Isusa s Marijom Magdalenom. Vanjski dizajn lijepih kapela pripisuje se poznatom braganskom arhitektu Andréu Soaresu. Oko ovih kapela nalaze se četiri barokne fontane s kipovima evanđelista, također iz 1760-ih.
Oko 1781. nadbiskup Gaspar de Bragança odlučio je dovršiti ansambl dodavanjem trećeg dijela stubišta i nove crkve. Treće stubište također slijedi cik-cak uzorak i posvećeno je Trima teološkim vrlinama (vjera, ufanje i nada), svaka sa svojom fontanom. Stara crkva srušena je, a nova je sagrađena po neoklasičnom dizajnu arhitekta Carlosa Amarantea. Ova nova crkva, započeta 1784., uredila je unutrašnjost početkom 19. stoljeća, a posvećena je 1834. god. Glavna oltarna slika posvećena je Raspeću.
U 19. stoljeću prostor oko crkve i stubišta ekspropriran je i pretvoren u park. Godine 1882., kako bi se olakšao pristup svetištu, sagrađena je uspinjača na vodeni pogon koja povezuje grad Braga s brdom Bom Jesus. Ovo je prva uspinjača koja je sagrađena na Iberijskom poluotoku i još uvijek je u upotrebi.
Svetište je od 1970. godine klasificirano kao javno dobro.

## Odlike i značaj
Ovaj kulturni krajolik priziva kršćanski Jeruzalem, obnavljajući sveto brdo okrunjeno crkvom. Svetište je razvijano tijekom više od 600 godina, prvenstveno u baroknom stilu, i usredotočen je na Put križa koji vodi prema zapadnom obronku brda. Na njemu se nalazi niz kapela u kojima se nalaze skulpture koje dočaravaju Kristovu muku, kao i fontane, alegorijske skulpture i svečani vrtovi. No, slavno stubište pet osjetila, sa svojim zidovima, stepenicama, fontanama, kipovima i drugim ukrasnim elementima, je ambicioznije barokno djelo ovog kompleksa.
Dizajn Svetišta dobrog Isusa, s njegovom baroknom prirodom naglašenenom cik-cak oblikom stubišta, utjecao je na mnoga druga mjesta u Portugalu (kao što je Lamego) i kolonijalnog Brazila, poput svetišta Bom Jesus do Congonhas. Dok su se hodočasnici popeli stubama, (po tradiciji ohrabreni da to čine na koljenima) nailazili su na teološki program koji je suprotstavio osjetila materijalnog svijeta vrlinama duha, istodobno dok su doživljavali prizore Muke Kristove. Vrhunac napora bio je hram Božji, crkva na vrhu brda. Prisutnost nekoliko fontana duž stubišta simboliziraju ideju pročišćenja vjernika tijekom uspona.
Nova crkva koju je od 1784. – 1834. god. sagradio Carlos Amarante bila je jedna od prvih crkava neoklasicizma u Portugalu. Njezine granitne zidine imaju popločene fasade od gipsa, uokvirene izloženim kamenim dijelovima. Ovu crkvu je uzdignuo na status manje bazilike 5. srpnja 2015. papa Franjo.
- Fontana pet osjetila
- Fontana vida, detalj
- Isus pada pod Križem, 9. postaja Križnog puta
- Fontana na terasi evanđelista
- Pročelje bazilike Dobrog Isusa

## Poveznice
- Sacri Monti (Italija)
- Kalvarija Zebrzydowska (Poljska)
- Atotonilco svetište (Meksiko)
- Bom Jesus do Congonhas

## Vanjske poveznice
|  | Zajednički poslužitelj ima još gradiva o temi Svetište Bom Jesus do Monte |

- Službena stranica svjetske baštine Portugala (port.)